# Кралски дворец в Торино
Кралският дворец в Торино (на италиански: Palazzo Reale di Torino) е дворец и музей в град Торино, регион Пиемонт, Северна Италия. От 1997 г. е включен в Списъка на ЮНЕСКО за Световното културно и природно наследство като най-значима част от Савойските кралски резиденции в Пиемонт.
Кралският дворец е символ на великолепието и богатството на Савойската династия, и център на нейната управленческа власт. Той е бил резиденция на Савойските херцози, на кралете на Сардиния и на първия крал на Обединена Италия Виктор Емануил II до 1865 г.
През 2016 г. той и неговите градини стават част от Кралските музеи на Торино заедно с Галерия Сабауда, Кралската оръжейница, Кралската библиотека, Музеят на Античността, Капелата на Светата плащаница и Палацо Киаблезе.

## История
През 1563 г. Емануил Филиберт премества столицата на Савойското херцогство в Торино от Шамбери (днешна Франция) и се установява близо до Катедралата на Торино, в Епископския дворец на Св. Йоан, наречен по-късно „Херцогски дворец“.
През 1584 г. херцог Карл Емануил I възлага на архитект Асканио Витоци задачата да построи нова сграда, а Херцогският дворец сменя името си със „Стар дворец“.
След 1643 г., по време на регентството на Мария Кристина Бурбон-Френска, задачата се пада на архитекта Амедео ди Кастеламонте и впоследствие – на архитект Карло Морело. С реконструкцията, завършена около 1640 г., започва златната ера на Кралския дворец в Торино – сграда с разкошен и луксозен външен вид и интериор. Стаите на първия етаж са украсени с резбовани и позлатени тавани, и с големи алегорични картини на Ян Мил и Шарл Дофен, чиито сюжети подчертават добродетелите на суверена.
През 1688 г. херцог Карл Емануил II извиква от Рим виенския художник Даниел Зайтер за изографисването на галерията, тогава носеща името „Зала на Даниел“. Зайтер заедно с генуезеца Бартоломео Гуидобоно работи и по апартамента на партера, по-късно наречен „Апартамент на Мадам Фелицитà“.
В края на 17 век известният френски ландшафт архитект Андре Льо Нотър работи по разширяването и преобразуването на Кралските градини.
Когато през 1713 г. Виктор Амадей II получава кралска титла, се създава т. нар. „Командна зона“ – крило към сградата, състоящо се от секретариати, офиси, Кралски театър (Театро Реджо) и Държавен архив. Работата е ръководена от известния дворцов архитект Филипо Ювара, който проектира и известните Стълбище на ножицата и Китайски кабинет.
След строгото царуване на Виктор Амадей II, по време на което всеки лукс е забранен, през 1722 г., по случай сватбата на престолонаследника Карл Емануил, Дворецът се завръща към своето великолепие.
След Филипо Ювара първи кралски архитект става Бенедето Алфиери, който се занимава с декорирането на апартаментите на втория етаж и създава новите зали на Архива, изографисани от Франческо Де Мура и Грегорио Гулиелми.
По времето на управлението на Карл Алберт (1831 - 1849 г.) някои зали на основния етаж като Салонът на Швейцарската гвардия и Залата на Съвета, както и някои други зали на втория етаж, са обновени под ръководството на архитекта и художника Пеладжо Паладжи. На 4 март 1848 г. Карл Алберт подписва в Двореца Албертиновия устав – конституцията на Кралство Сардиния и от 17 март 1861 г. – на Кралство Италия, съществувала (с някои промени) чак до 1946 г.
През 1862 г. е построено новото грандиозно стълбище.
След Обединението на Италия кралското семейство се премества във Флоренция (1865 г.), а Кралският дворец в Торино остава само една от многото им сгради.
В началото на 20 век западналата вече сграда на Стария дворец е разрушена.
С края на монархията през 1946 г. сградата на Кралския дворец е почти напълно изоставена и много от стаите са затворени за дълги години. От 1955 г. дворецът е под опеката на Службата за надзор на архитектурното и ландшафтното наследство.

## Партер
На партера (Pianterreno) се намират Кралският апартамент и Апартаментът на Мадам Фелицитà, отваряни за посещение само в определени периоди.

### Кралски апартамент
Кралският апартамент (Appartamento del Re) е построен през първата половина на 17 век по първоначален проект на Асканио Витоци и впоследствие – на Маурицио Валперга, и включва останки от римски стени. През втората половина на 17 век в него отсядат дворцови благородници, сред които граф Томазо д'Алие, Маркизът на Сан Маурицио, Секретарят на Кабинета Delescheraine и херцог Виктор Амадей II, особено в периода 1700 – 1712 г., когато по време на Обсадата на Торино апартаментът е по-малко изложен на топовна стрелба. През 1753 г. е преустроен от архитект Бенедето Алфиери.
В началото на 19 век е седалище на френския Губернатор на Торино. През 1815 г. той е дестинация от особено значение, бидейки малък апартамент на Виктор Емануил I до входната врата на двореца. През 1823 г. е преходно пространство към Представителните зали на горния етаж. През 1840-те г. Пеладжо Паладжи украсява свода на Кабинета.
След 1870 г. до 1911 г. е дом на принцеса Мария Клотилда Савойска – дъщеря на Виктор Емануил II и съпруга на принц Наполеон Жозеф Шарл Пол Бонапарт (наречен „Жером“ или „Плон-Плон“), двоутробен брат на Наполеон III. По онова време апартаментът е по-голям, простира се до Кралските градини и е обединен с този на Мадам Фелицитà благодарение на стаите, които след Втората световна война са дадени на Кралската библиотека. В последните две стаи към терасата и в Залата на нишата живее Умберто Савойски-Аоста – граф на Салеми (1889-1918).
От 1925 г., когато престолонаследникът Умберто се установява на втория етаж, суверените се местят на приземния етаж: кралица Елена използва апартамента на Мадам Фелицитà, а крал Виктор Емануил III се настанява в този апартамент, където живее до 1946 г.
Вероятно след 1948 г. той се превръща в сервизен апартамент, вид къща за гости.
Състои се от поредица зали с изглед към Кралското площадче (Piazzetta Reale), сред които 5 декорирани зали, гледащи към самото площадче. Частично е отворен за първи път през 1963 г., когато т. нар. Sala della Piglia е използвана като магазин за продажба на каталога на изложба за барока на Пиемонт.
Отворен е за посещения едва в края на 1990-те год. благодарение на асоциацията „Приятели на Кралския дворец“ (Amici del Palazzo Reale).
Апартаментът е променян няколко пъти и към 2019 г. съхранява мебели и декорации, датиращи от промените през 19 и 20 век. Той включва: Тоалетен кабинет, Спалня на Виктор Емануил III, Кабинет на Виктор Емануил III, Приемен салон на Виктор Емануил III, Спалня с 2 ниши и Преходен кабинет. В Залата на колоната се съхраняват 56 акварела на Джузепе Пиетро Баджети, част от поредица от 68 картини. 32 от тях са на военна тематика по поръчка на Виктор Емануил I през 1818 г., а другите 34 са с измислени пейзажи по поръчка на Карл Феликс Савойски (останалите 12 са в спалнята на краля).

### Апартамент на Кралицата или Апартамент на Мадам Фелицитà
Апартаментът на кралицата (Appartamento della Reggina o di Madama Felicità) обхваща 10 зали, обитавани в нач. на 20 век от кралица Елена Петрович Негош – съпруга на Виктор Емануил III и жена с голяма култура, страст към пътуванията и фотографията. Те се характеризират със стенописи с митологична тематика, позлатени орнаменти, тапети от китайска коприна, порцелан, кристали и полихромен мраморен под.
Тези зали са обитавани до Втората световна война, но техният произход датира от края на 17 век, когато Виктор Амадей II дава апартамента на дъщерите си. Тогава те са украсени от Бартоломео Гуидобоно и от виенския художник Даниел Зайтер – автор на великолепния свод в Парадната зала, посветен на темата за Четирите елемента. През 1769 г. Иняцио Ренато Бираго ди Боргаро изгражда многоетажната тераса с изглед към Кралските градини. Залите са преподредени в края на 18 век от дворцовия архитект Джузепе Пиаченца и от мебелиста Джузепе Мария Бонзаниго, за да посрещат мадам Мария Фелицитà Савойска – сестра на крал Виктор Амадей III.
В този апартамент отсядат редица важни личности: френският Губернатор на Торино по времето на Наполеон I; през 1857 г. императрица Александра Фьодоровна от Русия – вдовица на Николай I, а от 1890 г. Мария Летисия Наполеон – херцогиня на Аоста.
Банята е украсена с нежни акварели на Ема Бискара – художничка, част от важно семейство на художници от Торино от 19 век и специализирана в рисуването на цветя. Трябва да се отбележи и картината на Едоардо Тофано, която представя кралица Елена – една от най-обичаните от народа заради дълбоката ѝ човечност и заради множество ѝ благотворителни инициативи.
Тук влизат: Гардеробна, Баня, Първа спалня на кралицата, Втора спалня на кралицата, Междинна зала, Преддверие, Зала на портретите, Тоалетен кабинет на Мадам Фелицитà, Спалня на Мадам Фелицитà, Зала за аудиенции на Мадам Фелицитà, Парадна зала на Мадам Фелицитà, Стълбище на принцовете, Стълбище на aриите.

## Първи белетаж
Първият белетаж (Primo Piano Nobile) се състои от около 38 помещения, включващи редица представителни зали, както и Апартамента на кралицата.

### Почетно стълбище
През 1862 г. първият крал на Обединена Италия – Виктор Емануил II нарежда да се построи тържествено стълбище (Scalone d'Onore) от бял мрамор, като се запази старият паметник на Виктор Амадей I на кон.
През 1863 г. Паоло Емилио Моргари рисува на свода „Апотеоз на Карл Алберт“. Платната по стените изобразяват исторически събития: сватби, обявяване на война, поетът Торквато Тасо на посещение в Торино. Двете статуи изобразяват Емануил Филиберт в униформа и Карл Алберт, държащ Албертиновия устав.

### Салон на Швейцарската гвардия
От тази огромна зала (Salone delle Guardie Svizzere), висока около 18 метра, има достъп до Кралските апартаменти на първия етаж, до Апартамента на принцовете на втория етаж и до Галерията на Плащаницата с вход към параклиса на Гуарино Гуарини.
Голямата камина и фреските на стените с делата на Саксонските князе са дело на братя Антонио и Джанфранческо Феа от Киери (17 век).
Стените със зелени щукатури и бронзови свещници са от времето на Карл Алберт. Под двете стенни мраморни маси се вижда мястото, от което е излизал топъл въздух за отоплението на залата.
Голямото платно срещу камината е дело на венецианеца Палма младши (Якопо Негрети) за херцог Карл Емануил I и изобразява битката при Сен Кантен (Франция), спечелена срещу французите през 1557 г. от херцог Емануил Филиберт редом с испанската армия.

### Зала на броненосците
Залата на броненосците (Sala dei Corazzieri) е първото от трите предверия към Кралския апартамент, в които министри, политици и благородници са изчакавали преди да продължат към Тронната зала. Залата е в резултат от преустройството, пожелано от Карл Алберт около 1840 г. и е била под контрола на Броненосците – специална кралска гвардия.
На свода ѝ има картини, изрисувани на изкуствено небе на мястото на стари изгубени картини.
В горната част на стените има стенописи с исторически сватби и коронации на Савойската династия, разделени от 16 града на кралството с позлатени щукатури.
Картините на стените са от 19 век и изобразяват исторически и библейски сцени: отляво „Жаждата на кръстоносците в Йерусалим“ от Франческо Айец, а от дясно „Соломоновия съд“ на Франческо Подести.
На върха на полилея от бохемски кристал от 19 век има корона от палмови листа от позлатен бронз, елемент типичен за Пеладжо Паладжи.

### Зала на Стременосците
Залата на Стременосците (Sala degli Staffieri) е второто предверие към Тронната зала. През 17 век носи името „Зала на добродетелите“ заради централната картина на свода – дело на Аманцио Преласка. През 19 век е пазена от Стременосците – специална охрана, помагаща на суверена в рицарското му облекло и в качването му на кон.
По стените има осем гоблена – дело на пиемонтски майстори по скици на неаполитанския художник Франческо Де Мура, разказващи историята на Еней и Дидона.
На стените има две залепени маси от цветен флорентински мрамор.
Оградата на камината е с изглед към замъка Валентино – дело на Анджело Чиняроли.
В залата има и сгъваемите преносими табуретки за дворцовите служители.

### Зала на Пажовете
Третото преддверие, понастоящем Зала на Пажовете (Sala dei Paggi), някога е носило името „Зала на победите“ заради картините на свода, в чийто център стои богинята Виктория. Тя озвучава с тромпет бойните триумфи на Савоя, а навсякъде крилати ангели носят различни корони – символ на победата.
На стените трите картини от 19 век напомнят за исторически моменти, като напр. „Император Фридрих Барбароса, прогонен от Алесандрия“ на Карло Ариенти. Неокласическата камина от бял мрамор също е от 19 век.
Входът към съседната зала става през специална „врата за сигурност“ от резбовано и позлатено дърво от 1662 г., която е с двойни крила за защита на краля.
През 19 век в залата се помещават дворцовите пажове – младежи от благороднически семейства на служба на краля, сред които е и Камило Бенсо – граф на Кавур.

### Тронна зала
Една от най-пищните зали на първия етаж, Тронната зала (Sala del Trono) е създадена през 1831 г. за краля на Сардиния Карл Алберт в хармония с тавана от 17 век и с огледалните врати от 18 век.
На тавана има овално платно от фламандския художник Ян Мил от 1660 г.: „Триумфът на Мира, държащ в подчинение Войнствения фурор със спящия на земята Херкулес“.
На червения гоблен от времето на Карл Алберт се виждат инициалите на Краля (CA), савойски щитове, савойски възли (с двойно преплитане под формата на осмица – символ на Савоя), както и палмети на художника Пеладжо Паладжи.
Позлатеният дървен трон е с герба на Савойската династия и с лъвове на облегалките, с балдахин от червено кадифе с висулки от златна коприна и с под, изработен от фина дървесина. Той е дело на Габриеле Капело, нар. Монкалво, известен производител на абаносови мебели от 19 век.

### Зала на частните аудиенции
Залата на частните аудиенции (Sala delle Udienze private) е една от най-ценните зали в двореца. Тя се характеризира с таван от 17 век и с дървен под, и е преустроена по поръчение на Карл Алберт, който обичал да посреща там гости насаме. На задната стена се намира неговият трон.
По стените, върху богатата червена кадифена тапицерия със златна нишка, има три портрета: отляво на император Наполеон III, в центъра – на крал Виктор Емануил II и вдясно – на шведския крал Карл XV.
В залата се пазят ценни подаръци от чуждестранни владетели: малахитова купа от Царя на Русия и вази от бял порцелан, изрисуван в Севър (Франция) – дар от Наполеон III.
Малък параклис съхранява частен олтар, украсен с платното на Пеладжо Паладжи от 1845 г. „Светото семейство и Сан Джованино“, а по-долу – с „Вечерята в Емаус“ от позлатено дърво.

### Зала на Съвета
Залата на Съвета (Sala del Consiglio) е друга важна зала, някога използвана за спалня на Херцогинята на Савоя. Следа от това е картината върху свода – „Сънят на Ханибал сред иберите“ от 1661 г., дело на Ян Мил.
През 1831 г. Пеладжо Паладжи реновира залата за Карл Алберт с неокласическо обзавеждане: фотьойлите, столовете и диванът са подредени около позлатена бронзова маса, крепена от четири крилати победи.
На 4 март 1848 г. на тази маса Карл Алберт подписва Албертиновия устав.
Залата се нарича още „Зала на Блажените" поради картините по стените със светци от Савойската династия: блажена Маргарита, Блажени Амадей и Блажени Хумберт.
Помещението е било осветявано от полилей от бохемски кристал със свещи от пчелен восък, който все още е запазен в бронзовите свещници.
Геометричнит под е по чертеж на Филипо Ювара. Има и камина от бял мрамор от Карара.

### Китайски кабинет
Една от най-известните зали, Китайският кабинет (Gabinetto Cinese) е използван през 18 век за кабинет за тоалета на кралицата.
Сводът е изрисуван от придворния художник Клаудио Франческо Бомон (1735 – 1737) и сред многото древногръцки божества се откроява младият герой Парис, който дава ябълка на богинята Венера. Недалеч крилата фигура носи портрет на Поликсена от Хесен, втора съпруга на крал Карл Емануил III.
През 1732 г. Филипо Ювара купува, по искане на Карл Емануил III, няколко китайски дървени панела, декорирани с лакирана златна боя на черен фон, но те са недостатъчни за работа. Затова пиемонтският художник Пиетро Маса създава панелите в горната част, овалите и полумесеците в правоъгълните панели, примери за „ориенталска“ имитация.
В панелите от дясната стена след входа са скрити две малки кръгли врати, зад които има подслушвател на разговорите в близката зала. Такъв подслушвател има и в Залата на пажовете до камината.

### Кралска зала на медальоните
Кралската зала на медальоните (Medagliera Reale) е използвана от Карл Алберт за съхранение на богатата савойска колекция от медали и монети (около 33 хил. на брой). Те са били държани в неокласически дървени шкафове, дело на Габриеле Капело по проект на Пеладжо Паладжи. На двете маси учените са разглеждали експонатите, понастоящем изложени зад витрините по-долу.

### Кралска оръжейница
Кралската оръжейница (Armeria Reale) е открита е през през 1837 г. по молба на Карл Алберт и в нея се съхранява една от най-важните оръжейни колекции в Италия.
Историите на Еней украсяват галерията, проектирана от Филипо Ювара и Бенедето Алфиери. Мраморният под идва от Галерията на Диана от Кралския дворец във Венария Реале.
По стените има витрини с хладно и с огнестрелно оръжие, шлемове, щитове, арбалети, идващи от Арсеналите в Торино и в Генуа, от покупките на Савоя и от подаръците на чуждестранни крале.
Покрай стените има два реда дървени коне, покрити с оригиналната животинска кожа от савойските конюшни, след която се стига до „Ротондата“, където се съхраняват най-новите оръжия от колекцията.
През 1848 г. от балкона към Пиаца Кастело крал Карл Алберт обявява Първата война за италианска независимост.

### Спалня на Карл Алберт
Спалнята на Карл Алберт (Camera da letto di Carlo Alberto) е малко помещение с богат таван, разделен на пет части: картините, дело на виенския художник Даниел Зайтер, са в гипсови рамки и изобразяват в центъра Триумфа на Аврора, а отстрани – Нощта, Обедът, Диана и Аполон.
Мебелите са семпли и това е по желание на Карл Алберт, избрал тази зала за собствена спалня, защото е единствената стая на първия етаж с балкон с изглед към Кралските градини на изток.
В залата се намира маслена картина върху дърво: „Мадоната и Младенеца, Св. Йоан Кръстител, Св. Назарий и неизвестен дарител“ от 1523 г., дело на известния пиемонтски художник Дефенденте Ферари. Тя е подарък от Джузепе Бенедето Котоленго, станал по-късно блажен, на крал Карл Алберт, който никога не се разделя с нея.

### Зала за закуска
Името ѝ Зала за закуска (Sala della Colazione) произлиза от малките ястия, които са се хапвали в двора. Наричала се е и „Колекционерска стая“ заради произведенията и скулптурите, съхранявани там от Карл Алберт.
Позлатеният таван разказва за отминаването на времето: кръговите картини показват Деня, Нощта, Годината и Вечността (1662 – 63 г.). Липсва централната овална картина: там е имало часовник с надпис „На всекиму ще дойде времето“ (т.е. за всеки суверен ще дойде точното време за царуване).
По стените има портрети на Савойски принцове и принцеси; двете големи картини изобразяват битките при Фарсала и при Кана.
Под прозорците има стъпала от 17 век от цветен мрамор с преплетените инициали на Карл-Емануил II и на съпругата му Франсоаз дьо Валоа.
На огледалото има ценен стенен часовник от скулптора Франческо Ладате от 1755 г., украсен с богата бронзова рамка с „Триумфа на истината във времето“. Позлатената и издълбана преграда на камината е дело на Джузепе Мария Бонзаниго от Асти и датира от 1776 г., когато Виктор Амадей III я дарява на сина си Карл Емануил IV.
Залата продължава в т. нар. Зала Орба, осмоъгълно помещение без прозорци, чиито декорации са от средата на 18 век.

### Галерия на Даниел
Галерията на Даниел (Galleria del Daniel) е използвана е за дворцови празненства и носи името на художника Даниел Зайтер от Виена, автор на великолепния таван с митологични сцени (1690 – 94 г.). В центъра на залата се откроява Виктор Амадей II, който се изкачва на Олимп, посрещнат от Юпитер.
Залата е създадена от арх. Карл Емануил Ланфранки (1684). Стените са изпъстрени с резбовани и позлатени декорации, и са покрити с огледала, добавени в средата на 18 век от Бенедето Алфиери по модела на известната Огледална галерия на Двореца на Версай.
Картините по стените са поръчани от Карл Алберт и изобразяват портрети на исторически фигури, важни за Кралство Сардиния. Художникът Пиетро Айрес допълва портретите с три големи картини в цял ръст на основателя на династията Хумберт I Белоръки, на Емануил Филиберт и на Амадей VI (Зеления граф).
До входа на галерията вляво има малка стая, декорирана със седеф от Пиетро Пифети и с керамика от Абруцо, която е служила през 18 век за кабинет за частната кореспонденция на краля. Твърди се, че там се е намирала Дворцовата аптека, понеже на дървените вградени шкафове се вижда символът на бог Меркурий: пръчка с преплетени змии.

### Апартамент на Кралицата
Апартаментът на кралицата (Appartamento della Regina) включва: Спалнята на кралицата (Camera da Letto della Regina), с таван, дело на Даниел Зайтер, Работната стая (Camera di lavoro), тоалетката (Gabinetto di toeletta) с две мебели от Пиетро Пифети (1731-1733), Мястото за коленичене (Pregadio), Залата на камериерките (Sala delle Cameriste), Стаята на машината (Stanza della Machina) и Частният параклис на кралицата, декориран по проект на Бенедето Алфиери (1739).

### Трапезария
През 1837 г. Карл Алберт поръчва нова трапезария (Sala da Pranzo) и тя е резултат от обединението на две различни стаи, използвани от Виктор Амадей II като спалня и тоалетна. Централното платно върху свода изобразява Хумберт I Белоръки, дело на Франческо Гонин. В края на 19 век залата е променена в сегашния ѝ вид.
В допълнение към гоблените по стените с Историите на Ханибал, под огледалата се намират четири необарокови стенни маси, под които има втори рафт за поставяне на съдове по време на кралските вечери.
В центъра на стаята е поставена голяма овална маса с 20 места, порцелан, кристали и сребро.
Фината дървена настилка по пода е дело на Джовани Тамиети от 1732 г. и е била предназначена за спалнята на краля; век по-късно Габриеле Капело завършва пода (1837).

### Зала за кафе
В центъра на свода на Залата за кафе (Sala del Caffè) се намира произведението на Даниел Зайтер от 1690 г. „Херкулес, Минерва и Мъдростта“. Има и два негови капака върху вратите, изобразяващи Милосърдието и Справедливостта. Другите две картини върху капаците са от 1737 г. и са дело на Клаудио Франческо Бомон: „Изучаване на изкуствата“ и „Изучаване на науките“. В ъглите на свода е разположено платното „Четирите континента“ (без Австралия) на Виторио Бигари (1739 г.).
Под огледалото се намира необароково мраморно огнище от 19 век. В центъра на поставката над камината има френски позлатен бронзов часовник. Там има и двойка вази от бял майсенски порцелан от около 1715 г., подарък от Август II Силния на Виктор Амадей II.
Три овални портрета украсяват стаята: на Виктор Амадей II и на съпругите на Карл Емануил III – Анна Кристина от Бавария и Поликсена фон Хесен-Ротенбург-Рейнфелс.
Дървеният под е с виещи се мотиви по проект на Пиетро Пифети (1740), а двете врати са изрисувани в цветя.

### Зала на нишата
С оригиналната украса от 17 век и с богата позлата, Залата на нишата (Sala dell'Alcova) е била семейна спалня. С течение на времето тя няколко пъти е сменяла ролята си: първо е била малка Бална зала, след това в нея са били изложени няколко вази от 17 и 18 век от китайски и японски порцелан, взети от богатата савойска колекция.
Помещението е разделено на две части чрез резбована и позлатена дървена конструкция: отгоре се разтваря висок балдахин с корона, показващ портрета на царуващата кралица, а в долната част вертикалните опори изобразяват бременни женски фигури, защото тук се е раждал престолонаследникът.
Централното платно на тавана е „Цар Клодвий получава от ангел щит със знака лилия“. Лилия има и във фриза като почит към младата Франсоаз Орлеанска – първата съпруга на Карл-Емануил II, за когото е направена залата.
Между прозорците се намира копие от 19 век на шедьовъра на Антонис Ван Дайк „Синовете на Чарлз Стюарт“, чийто оригинал е в Галерия Сабауда. Чарлз I се жени за Хенриета Орлеанска, сестра на Мария Кристина Бурбон-Френска, първата Кралска мадам (благородническа титла за френските принцеси, омъжени за Савоя).
Срещу камината портрет на Пиетро Бенвенути изобразява Мария Терезия Хабсбург-Лотарингска, принцеса на Кариняно (1823 г.) и бъдеща съпруга на Карл Алберт Савойски-Каринян.

### Зала на медальоните
Една от най-богатите зали на първи етаж, Залата на медальоните (Sala dei Medaglioni) е използвана за тронна зала на кралица Мария Тереза Хабсбург-Лотарингска. В края на 19 век арх. Емилио Страмучи я препроектира в грандиозен необароков стил, вдъхновен от декорациите от 17 век. Стаята е изпъстрена с щукатури по стените, с подвижно обзавеждане (вкл. и ъглов диван) и с капаци на вратите, нарисувани върху огледала. Цветните декорации върху им не са случайни, защото съпругата на крал Умберто I се е казвала Маргарита.
Централното платно на Ян Мил по-горе носи заглавието „Триумфа на благодатта“. Отстрани се напомня за добродетелите, необходими на една принцеса: скромност, красота, жизнерадост и грациозно говорене.
Залата се нарича Медальонна, защото архитект Страмучи оставя място за четири големи овални мраморни релефа по стените, които в началото е трябвало да бъдат в Галерията на Бомон (бъдеща Кралска оръжейница). Медальоните с митологични моменти са дело на Симоне Мартинес, племенник на Филипо Ювара.

### Бална зала
Балната зала (Sala da Ballo) е изградена по поръчка на Карл Алберт чрез събаряне на стара стена, деляла я на две преддверия. Тук арх. Пеладжо Паладжи създава един от своите шедьоври: дървения позлатен таван с розови розетки от папиемаше, инициалите на краля (CA) в правоъгълните части и голямото платно „Танца на Хорите“ на гръцкия Олимп.
В горната част на стената художниците Франческо Гонин и Карло Белозио рисуват танцьори, напомнящи на тези в древните Помпей и Херкулан. Прозорците, изпъстрени с цветя, са дело на художника Джузепе Бора. Дървеният под е шедьовър на художника Габриеле Капело, работил и в Тронната зала и в Трапезарията.
Инкрустираните квадратчета обогатяват балната зала, изпълнена със светлина и благодарение на големите огледала и на осемте бохемски кристални полилея с позлатени бронзови части.
Залата се характеризира с неокласически стил: 20 мраморни колони напомнят за храмовете и сградите от Античността. За да олекоти теглото върху пода, колоните отвътре са кухи. На задната стена има малък чугунен балкон за оркестъра.

### Стълбище на ножиците
Стълбището на ножиците (Scala delle Forbici) е един от шедьоврите на европейската архитектура от 18 век, построен само за две години (1720 – 1722) за сватбата на Карл Емануил III с Анна Кристина Луиза фон Пфалц-Зулцбах (инициалите на СЕ са над страничните врати) от архитекта Филипо Ювара, игумен на Месина, дошъл в Торино на работа при Виктор Амадей II.
Мраморното стълбище свързва Първия белетаж с Втория етаж, където се намира Апартаментът на Престолонаследника. Помещението е тясно и много високо. Ювара прави умел избор, критикуван навремето от негови съвременници – стълба с четири рампи: първата е централна, следват две разделени странични рампи (една отдясно и една отляво) и последната рампа е почти окачена в пространството. В отговор на критиките Ювара слага под четвъртата рампа овален гипсов медальон със смеещо се лице, обрамчено от две змии, по което ножица прерязва езиците на злословещите.

### Апартамент на Гостуващите принцове
Апартаментът на Гостуващите принцове (Appartamento dei Principi Forestieri) се намира в Северното крило на двореца и след 15 год. забвение е отворен за посещение през май 2019 г. Апартаментът се състои от седем помещения, проектирани от Филипо Ювара в периода 1733 – 1734 г. Той е завършен и обзаведен от Бенедето Алфиери между 1738 и 1743 г., а през 1841 – 1845 г. в него са правени промени от Пеладжо Паладжи, който преработва резбите, взети от фасадния апартамент на втория етаж.
По време на управлението на Виктор Емануил II (1849 – 1878 г.) апартаментът става място за гости и през 1855 г. там гостува кралят на Португалия Дон Педро V.
Достъпът до апартамента е през Галерията на битките с голям стенописен свод на Клаудио Франческо Бомон, изобразяващ Триумфа на мира и либералните изкуства (1747 г.). Правят впечатление и стенописният таван на Лоренцо Пешо (1778 г.) с „Истината, преследвана от времето“, и четирите свода на Франческо Де Мура (1741 – 1743 г.), сред които се отличават „Подвизите на Тезей“ и „Олимпийските игри“.
Помещенията са украсени с lambriggi, боядисани врати и прозорци: в трапезарията се намира „Горските божества“ на Виторио Амедео Чиняроли (1740 г.), в спалнята – „Сцени от народния живот“ на Пиетро Доменико Оливеро (1739 – 1741 г.), а на други стени има портрети и исторически картини от 18 век.
Обзавеждането и допълнено от големия модел на фасадата на Кралския дворец, дело на Габриеле Капело (известен като Монкалво) по проект на Доменико Фери и различни мраморни скулптури като „Херувимче с пеликан“ на Франческо Ладате и масичка с херувимчета в кръг на Карло Тандарини от 1720 г.
Апартаментът се отваря периодично за посещениe.

## Втори белетаж
Вторият белетаж (Secondo Piano Nobile) включва ок. 30 зали, изпразнени и запечатани през 1946 г., и отворени за обществеността чак през 2007 г. До тях се стига по витото мраморно Стълбище на ножиците, дело на Ювара. Понастоящем достъп има само в определени периоди.
Тук влизат следните помещения: Първо преддверие, Второ преддверие, Трето преддверие, Трапезария на Виктор Емануил II, Малка галерия на Бомон, Баня на Принца, Парадна зала на Херцога на Аоста, Спалня на Херцогинята на Аоста, Китайски кабинет, Спалня на Херцога на Аоста, Тоалетна, Зала на Аврора, Зала за приеми, Междинно помещение, Китайски кабинет, Зала на херувимите, Коридор на терасата, Тераса, Огледала зала, Червена зала, Синя зала, Спалня на Мария Аделхайд, Тоалетен кабинет, Баня и др.

### Апартаменти на Принцовете
Апартаментите (Appartamenti dei Principi) първоначално са използвани от придворните дами на Кралската мадам, но от 1700 г. са дом на престолонаследниците и на техните съпруги. Затова се наричат „Апартаменти на Принцовете на Пиемонт“ или „Сватбени апартаменти“.
Вторият етаж посреща и Савойските владетели Виктор Амадей III и Мария-Антония Бурбон-Испанска, изобразени на картината на Доменико Дупрà.
Тук влизат множество изящни зали, сред които Синята стая, Червената стая и Спалнята на Мария-Жозе Белгийска – съпруга на бъдещия крал Умберто II. През 1925 г., когато Савойският двор се намира в Рим от половин век, престолонаследникът Умберто, бъдещият крал Умберто II, установява резиденцията си на втория етаж на двореца. В Торино присъствието на „очарователния принц“ и на красивата му съпруга носи глътка свеж въздух в двореца, където се организират приеми, аудиенции, официални и частни религиозни служби, балове, пътувания. Всичко е отбелязано от дворцовите префекти в техните тефтери в периода януари 1929 г. – 10 юни 1946 г. (в навечерието на заминаването на последния крал в изгнание).

### Апартамент на Херцога на Аоста
Апартаментът (Appartamento del Duca di Aosta) включва зали със скъпоценно обзавеждане, стенописи с митологична тема, а също и билярдна зала, разположени над Кралската оръжейна. Тази част е изградена по повод сватбата на Виктор Емануил I и Мария Тереза Австрийска-Есте през 1789 г.
Изпъква Малкият китайски кабинет, смесица от щукатури и ориенталски лакове, дело на Бонзаниго и неговия екип, пресъздаващи типични образи на приказния Ориент.

## Кралски градини
Кралските градини (Giardini Reali) са създадени в края на 16 и нач. на 17 век по молба на херцозите Емануил Филиберт и Карл Емануил I. Първоначално са вдъхновяват от тосканските модели с пещери, фонтани и вази с лимони и портокали, но с течение на времето градините променят външния си вид. През 1685 г. втората Кралска мадам и съпруга на Карл Емануил II – Мария Жана Батиста Савойска-Немур наема градинаря Анри Дюпарк, който използва чертежите на Андре Льо Нотър, ландшафт архитект на Краля слънце Луи XIV във Версай (Франция). В източната част е изграден красив фонтан, където Симоне Мартинес създава скулптурите на „Нереида и тритоните“ от бял мрамор (1755 г.).
По време на Наполеоновия период разрушаването на оградната стена, използва в древни времена като защита на града, бележи разделението между „Високите градини“ (собственост на Кралските музеи на Торино) и „Ниските градини“ на бул. Сан Маурицио (собственост на Община Торино).

## Любопитно
- От 1663 г. до 1811 г. между Пиаца Кастело и площада пред Кралския дворец има защитна стена с портик и с дървена структура отгоре, по-късно изгоряла – Pavaglione, използвана при изнасянето за поклонение на Торинската Плащаница. През 1840 г., по поръчение на Карл Алберт, е издигната ограда по проект на Пеладжо Паладжи и е поставена първата конна статуя на Диоскурите (втората е поставена през 1846 г.), дело на Абондио Санджорджо. На върха на стълбовете са поставени орнаменти, а в централната част - панели с митологичния символ на Медуза. В центъра на оградата, между двете статуи, любителите на магията разпознават разделението между свещения Торино и дяволския Торино.[10]
- През април 1717 г. Виктор Амадей II организира банкет за 800 бедни на площада пред двореца, готови да постъпят в новооткрития Приют на благотворителността на ул. По. Придворните дами и кавалери сервират на масите и след това придружават хората до приюта.
- През 1845 г. на кучетата е забранен достъпът до площада, защото техните любовни изблици скандализирали кралицата.
- В Епископския дворец, използван като Херцогски преди изграждането на Кралския дворец, защитава дипломната си работа Еразъм Ротердамски.
- Върху конния паметник на Виктор Амадей I в началото на Почетното стълбище работят няколко скулптори. През 1619 г. херцог Карл Емануил I поръчва на Андреа Ривалта бронзова статуя на херцог Емануил Филиберт и той прави каменен кон, а основателят на Херцогската артилерия Федерико Ванели от Лугано прави бронзовата отливка. Статуята, разчленена на кон, ездач и слуги, се съхранява 44 год. в три различни склада. След това Карл Емануил II нарежда да я сглобят, като вместо главата на Емануил Филиберт поставя тази на баща си Виктор Амадей I.
- Бижутата, които Кралската мадам[7] Мария Кристина Бурбон-Френска оставя на сина си Карл Емануил II, са пазени от 1703 до 1711 г. в две ковчежета в двореца. След това са поверени на бижутера Джовани Ступие. В края на 18 век половината от тях (на стойност около 5 млн. франка по онова време, почти 190 млн. евро) са дадени като залог на Амстердамската банка (която ги оценява на 2 млн. и 135 хил. франка), получавайки заем от 2 млн. франка. Когато френските войски нахлуват в Холандия през 1795 г., Комитетът по обществено здраве нарежда те да бъдат предадени в Националния трезор в Париж. Другата половина от тях остава в Кралския дворец, но е конфискувана от комисарите на Френската република през 1798 г., които отнасят цялото ценно обзавеждане на двореца. Между 1799 и 1802 г. около 200 картини са изпратени от Торино в Париж, както и статуи, книги, документи и др., а останалите картини, по нареждане на ген. Журдан, са дадени на Академията за живопис и скулптура, но са върнати по времето на Реставрацията.
- През 18 век животът в двореца е ръководен от Главния церемониалмайстор. Кралският двор включва ок. 330 благородници и ок. 625 души обслужващ персонал (по времето на Карл Емануил III). Най-пестеливият е Виктор Амадей II, който нарежда в големите зали на двореца да не се ползват повече от 16 парчета дърва на ден за отопление в най-студените зимни дни, 12 в стаите на Херцогинята, 5 в стаите на придворните дами. В сред. на 18 век дворът дължи на бюджета 1 358 900 лири и сумата става 2 млн. в края на века.
- Император Наполеон I пристига в Торино на 24 април 1805 г. с файтон заедно със съпругата си Жозефин и минава през специално издигнатата триумфална арка, последван от кавалерийски ескорт. Той се установява в двореца до 29 април, където приема представители на властта.
- На 24 юли 1873 г. в Торино е Шахът на Персия Насредин. Сензация предизвика фактът, че той нарежда да се приготвят легла за него и за свитата му върху матраци от конски косъм, разстлани върху голям килим (слугите му лежат направо на пода).
- В Кралския дворец е поставено първото Коледно дърво. През 1884 г. кралица Маргарита, вследствие на разказите на министър Марко Мингети за северните обичаи, лично купува цветни панделки и сребърни нишки в кинкалерията на Пиаца Кастело, украсявайки първата Коледна елха. Тази мода веднага се харесва и се поставя още едно дърво в началото на ул. По.[11]

## Полезна информация
Безплатен достъп:
- Лица под 18 г.
- Лица с увреждания и придружаващото ги лице
- Учители, придружаващи училищни групи
- Туристически водачи на групи
- Служители на Министерството на културата
- Притежатели на Abbonamento Musei Piemonte Valle d'Aosta, на Torino + Piemonte Card
- Притежатели на карта ICOM

До двореца се стига се стига:
- пеша: от ЖП гари Порта Нуова – 1,4 км, Порта Суза – 1,8 км;
- с градски транспорт: от Порта Суза автобуси n. 51, 57 и трамвай n.13, от Порта Нуова автобус n. 11 и трамвай n.4;
- с туристически автобус Torino City Sightseeing;
- с кола: има ограничения и забрани в зоните в съседство с музея, отбелязани на уебстраницата Muoversi a Torino. На паркингите в близост до музея се заплащат такси: сини ивици в зоната с ограничен трафик (ZTL) или паркинг Рома-Сан Карло.